# Mussaenda kintaensis
Mussaenda kintaensis là một loài thực vật có hoa trong họ Thiến thảo. Loài này được King ex Stapf mô tả khoa học đầu tiên năm 1894.